# Tympanogaster robinae
Tympanogaster robinae är en skalbaggsart som beskrevs av Perkins 2006. Tympanogaster robinae ingår i släktet Tympanogaster och familjen vattenbrynsbaggar. Inga underarter finns listade i Catalogue of Life.